# Ferrante d'Este
Ferrante d'Este (19 septembre 1477, Castel Capuano, Naples - février 1540, Ferrare) est un noble ferrarais et un condottiero. Fils d'Ercole I d'Este et d'Eleonora d'Aragona - il a été nommé d'après le père de sa mère Ferdinand I de Naples. Ses cinq frères et sœurs sont Alfonso I d'Este, le cardinal Ippolito d'Este, Isabelle d'Este, épouse de Francesco II Gonzaga, Beatrice d'Este et Sigismondo d'Este . Ses deux demi-frères et sœurs illégitimes sont Giulio et Lucrezia d'Este.

## Biographie

### À la cour de Charles VIII
Ferrante d'Este est né à Naples, où sa mère s'était retirée. Il est baptisé le 7 octobre 1477 avec Giuliano della Rovere comme parrain et élevé à la cour aragonaise de Naples. En 1493, son père l'invite à rejoindre la cour de Charles VIII de France. Lorsque Charles envahit l'Italie, Ferrante décide de ne pas suivre l'armée française à Naples mais reste à Rome, dépensant de manière dissolue l'allocation régulière de son père. Ferrante combat aux côtés de Charles à la bataille de Fornovo avant de retourner en Italie en 1497.

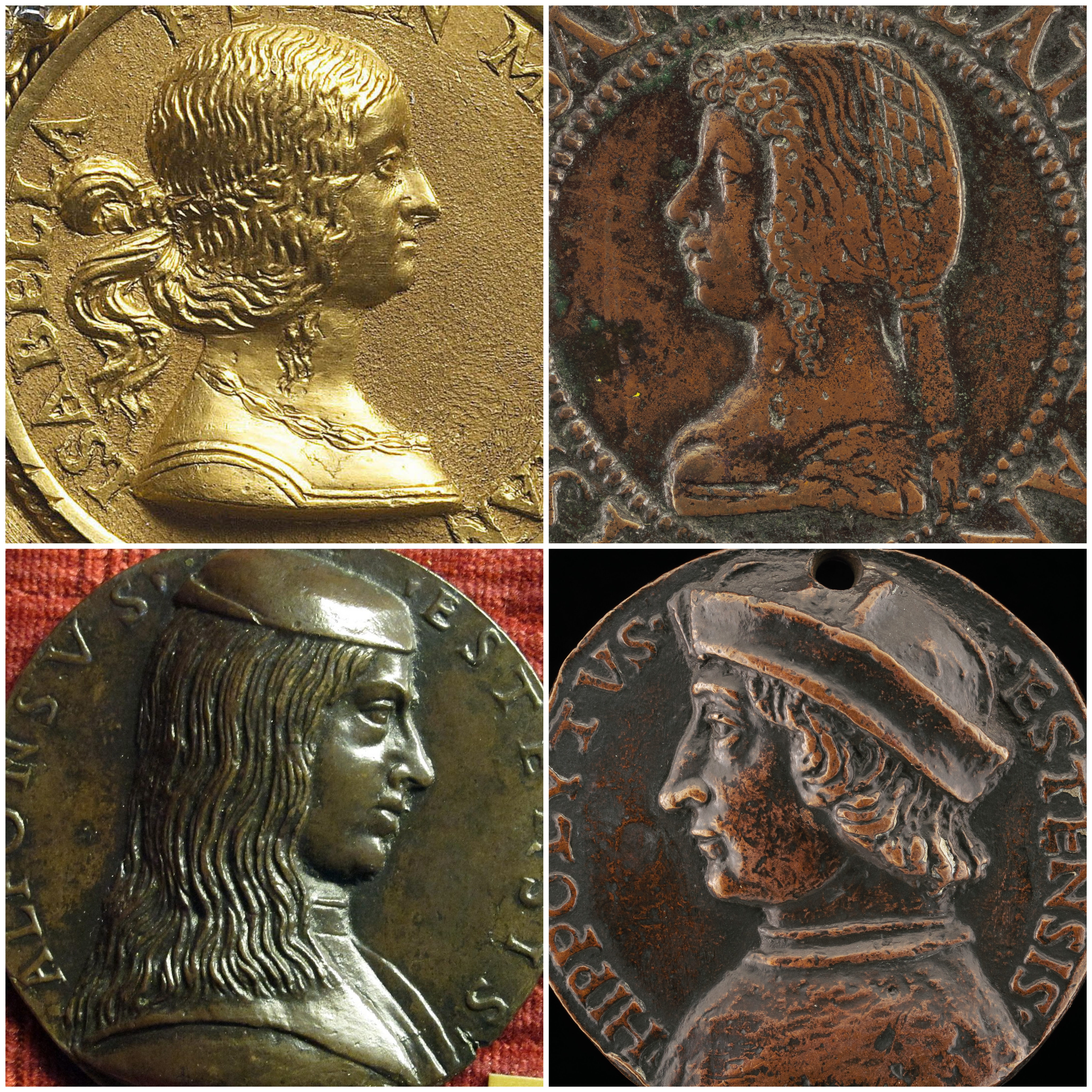
Confrontation des médailles des frères Este : Isabelle, Alfonso, Ferrante, Ippolito et Sigismondo avaient hérité du nez typique Este de leur père ; Béatrice celle légèrement retroussée de sa mère.

### Retour à Ferrare
En 1498, Ferrante  obtient une condotta de la république de Venise pour la guerre de Pise. Ferrante, Marco da Martinengo, Gurlino Tombesi et Filippo Albanese défendent Pise contre l'armée florentine. À la fin de la guerre au printemps 1499, il retourne à Ferrare et est renvoyé par Venise. En 1499, avec son frère Alphonse il se rend à Milan pour rencontrer le successeur de Charles VIII, Louis XII de France, après sa conquête de la Lombardie. Vu ses dettes envers la cour de France, Ferrante n'a pas pu gagner la faveur de Louis. En 1502, le duc de Ferrare lui ordonne de prendre possession de Cento et Pieve, où le pape Alexandre VI a transféré à la maison d'Este .
Les frères Este se sont disputés au sujet d'un musicien nommé don Rainaldo au service de Giulio d'Este, le fils illégitime d'Ercole Ier, mais le cardinal Ippolito d'Este le voulait pour sa propre chapelle. À la fin de 1504, Ippolito vint à Ferrare pendant la maladie de son père et enleva Rainaldo, l'enfermant dans la Rocca del Gesso, une forteresse appartenant à Giovanni Boiardo, comte de Scandiano. En mai 1505, Giulio découvrit où se trouvait Rainaldo et envoya Ferrante avec des hommes armés pour le reprendre. Ippolito et Alfonso s'en plaignent au duc et font exiler Ferrante à Modène et Giulio à Brescello ,.

### Conspiration
En 1506, Ferrante, son demi-frère Giulio et d'autres nobles opposés à Ippolito et Alfonso conspirent pour remettre Ferrante à sa place . Mais cela est un échec  et Giulio, Ferrante et trois autres hommes sont reconnus coupables et condamnés à mort. Giulio s'enfuit à Mantoue mais Francesco Gonzaga le remet à Alfonso. Ferrante est conduit au château ducal quelques mois avant le procès. Giulio et Ferrante sont  graciés mais dépouillés de leurs terres (qui ont été données aux favoris d'Alfonso) et emprisonnés dans la torre dei Leoni, Ferrante  passe le reste de sa vie en prison, mourant à l'âge de 63 ans, après 34 ans d'emprisonnement. Giulio est libéré par Alphonse II d'Este à l'âge de 80 ans, après 53 ans d'emprisonnement,,,.